# Nagatsuki
Il Nagatsuki (長月? lett. "Mese della luna crescente"), sino al 1º agosto 1928 denominato 30-Gō kuchikukan (第30駆逐艦? lett. "cacciatorpediniere Numero 30"), è stato un cacciatorpediniere della Marina imperiale giapponese, decima unità appartenente alla classe Mutsuki. Fu varato nell'ottobre 1926 dal cantiere navale di Ishikawajima a Tokyo.
Appartenente alla 22ª Divisione, all'inizio delle ostilità nel Pacifico coprì le operazioni anfibie nelle Filippine e poi contribuì alla scorta dei vari convogli per la Malaysia e le Indie orientali olandesi, partecipando infine all'invasione di Giava. Assegnato alla Flotta dell'Area sud-occidentale, fu trasformato in trasporto veloce e operò per il resto del 1942 nelle acque indonesiane. Al principio del 1943 prese parte con compiti di vigilanza all'operazione Ke, quindi fu impegnato per i mesi successivi in svariate missioni di trasporto truppe tra le isole Salomone, la Nuova Guinea e la Nuova Britannia; particolarmente numerose furono le traversate dirette a Kolombangara. Proprio durante una missione per recare su tale isola rinforzi, rimase coinvolto nella battaglia del Golfo di Kula (5-6 luglio), cui sopravvisse con pochi danni: tuttavia si spiaggiò vicino alla costa e nel corso della giornata rimase vittima di un gruppo aereo statunitense. Quasi tutto l'equipaggio, compreso il comandante, si salvò e fu recuperato successivamente.

## Servizio operativo

### Costruzione
Il cacciatorpediniere Nagatsuki fu ordinato nell'anno fiscale edito dal governo nipponico nel 1923, inizialmente indicato come "cacciatorpediniere Numero 30" (30-Gō kuchikukan in lingua giapponese). La sua chiglia fu impostata nel cantiere navale di Tokyo, gestito dalla ditta Ishikawajima, il 16 aprile 1925 e il varo avvenne il 6 ottobre 1926; fu completato il 30 aprile 1927 e il 1º agosto 1928 assunse il suo nome definitivo, avendo la Marina imperiale abbandonato alla data il sistema di nomenclatura del naviglio leggero con soli numeri. Assieme ai cacciatorpediniere Satsuki, Fumizuki e Minazuki formò la 22ª Divisione, assegnata alla 5ª Squadriglia dipendente dalla 3ª Flotta.

### 1941-1942

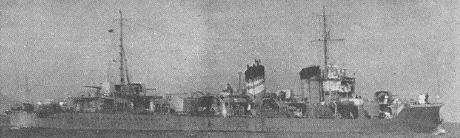
Un'immagine d'anteguerra del Nagatsuki

Il 26 novembre 1941 il Nagatsuki, allora al comando del capitano di corvetta Kazuo Shibayama, seguì la divisione d'appartenenza e il resto della 5ª Squadriglia nello spostamento dallo Stretto di Terashima alla base militare di Mako, nelle isole Pescadores; il 7 dicembre salpò inquadrato nella forza d'invasione che tre giorni dopo eseguì un facile sbarco ad Aparri, sulla costa settentrionale di Luzon. Dopo un breve ritorno a Mako, il 22 dicembre fu presente all'assalto anfibio nel Golfo di Lingayen, durante il quale si verificò qualche scoordinato attacco aereo delle magre forze statunitensi: il Nagatsuki fu comunque mitragliato e un marinaio rimase ucciso. Nel gennaio e febbraio 1942, con le unità sorelle, fu impegnato nell'accompagnamento dei convogli di trasporti che, da Formosa, facevano rotta per la Malaysia o la baia di Cam Ranh in Indocina. Nella seconda metà del mese furono aggregati al gruppo occidentale per l'invasione di Giava, caduta il 9. Il giorno seguente la 5ª Squadriglia fu disattivata e la 22ª Divisione passò alle dirette dipendenze della Flotta dell'Area sud-occidentale, responsabile per le Indie orientali olandesi, l'Indocina, le Filippine e la Malaysia con l'importante arsenale di Singapore: a fine mese fu distaccata e assegnata alla squadra del contrammiraglio Shōji Nishimura, che il 31 occupò senza combattere l'Isola di Natale. Il giorno successivo fu distaccato per prestare soccorso all'incrociatore leggero e nave ammiraglia dell'operazione Naka, colpito piuttosto gravemente da un sommergibile statunitense. A partire dal 10 aprile il Nagatsuki e gli altri cacciatorpediniere furono riassegnati alla 1ª Squadriglia di superficie di scorta e nelle settimane seguenti furono utilizzati in regolari scorte ai convogli che transitavano nella regione di competenza della Flotta; il Nagatsuki, inoltre, ebbe un nuovo comandante il 15 aprile nella persona del capitano di corvetta Kanehumi Ninokata.
A questo stadio della guerra la classe Mutsuki era ormai di modesto valore in battaglia e, dunque, lo stato maggiore generale optò per trasformare una parte degli esemplari in trasporti d'assalto. Il Nagatsuki fu così richiamato in patria a fine settembre e, dal 19 settembre al 28 ottobre, rimase in bacino di carenaggio a Sasebo: furono rimosse le mine e gli apparecchi di dragaggio, aggiunti due ulteriori lanciatori di bombe di profondità (cresciute a trentasei) e creati alloggi per il personale e i carichi; il dislocamento a vuoto crebbe a 1615 tonnellate, a pieno carico a 1944 tonnellate. Tuttavia non fu eliminato alcun cannone o apparato lanciasiluri, come figurava nei progetti originali: fu invece aggiunto un singolo impianto binato con mitragliatrici pesanti Type 93 da 13,2 mm, quasi sicuramente posto davanti alla torre di comando. Il 1º novembre il Nagatsuki lasciò il Giappone e riprese poco dopo i compiti di pattugliamento e scorta nelle acque del Sud-est asiatico; dal 10 dicembre operò agli ordini diretti della 1ª Squadriglia di superficie, visto che la 22ª Divisione era stata disattivata.

### 1943 e l'affondamento
Il 21 gennaio 1943 il Nagatsuki, il Fumizuki e il Satsuki assunsero la difesa della nave appoggio idrovolanti Kamikawa Maru e la scortarono da Sasebo fino alla base aeronavale di Truk, da dove proseguirono per Rabaul e infine le isole Shortland, toccate il 29. Da qui il Nagatsuki salpò il 1º e il 4 febbraio per coprire due fasi dello sgombero nipponico di Guadalcanal (operazione Ke), poi il 7 vigilò sullo sgombero delle isole Russell e prestò aiuto al cacciatorpediniere Isokaze, rimasto danneggiato. Dall'11 al 17 febbraio fu dunque impegnato nella copertura dei convogli che, dalle Shortland, riportarono i sopravvissuti della campagna di Guadalcanal a Rabaul; proseguì infine sino alle isole Palau dove si aggregò all'Akigumo e all'Isonami per accompagnare la terza sezione del convoglio Hei No. 3 a Wewak, dove si stava trasferendo la 41ª Divisione fanteria: la missione fu completata il 24 e quattro giorni dopo il Nagatsuki si fermò a Truk. Nel frattempo la 22ª Divisione, con lo stesso organico degli anni venti, era stata ricostituita e sottoposta agli ordini della 3ª Squadriglia, dipendente dall'8ª Flotta a Rabaul: tra il 3 e il 5 marzo, assieme al Fumizuki, il Nagatsuki (divenuto nave ammiraglia) scortò dunque un trasporto sino a questa piazzaforte e l'8, con i cacciatorpediniere Asagumo, Shikinami, Uranami e Yukikaze fece approdare truppe sull'isola di Kolombangara, bastione avanzato giapponese nelle isole Salomone; ripeté la missione il 13 con i soli Asagumo e Yukikaze. Rientrato a Rabaul, assunse con il Fumizuki la scorta di un convoglio che salpò il 19 alla volta delle Shortland, vi scaricò uomini e attrezzature e quindi tornò alla base il 23. Il 29 la 22ª Divisione al completo intraprese un trasferimento di truppe da Kavieng (Nuova Irlanda nord-occidentale) a Finschhafen, tuttavia la missione dovette essere sospesa dopo un attacco aereo, rimasto senza conseguenze. L'8 aprile il Nagatsuki, il Satsuki e il Minazuki recarono truppe alla località di Gasmata, sulla costa meridionale della Nuova Britannia, poi il 10 fecero lo stesso a Capo Gloucester. Il 4, 7-8 e 11 maggio i tre cacciatorpediniere (affiancati nelle prime due occasioni dall'incrociatore leggero Yubari) sbarcarono reparti di soldati ancora a Gasmata, mentre il 23 furono solo il Nagatsuki e il Minazuki a compiere questo incarico. Nel pomeriggio del 28 maggio, assieme al Satsuki, salpò da Rabaul per sbarcare rinforzi su Kolombangara, ma la missione fu annullata e il 29, durante il veloce rientro, il Nagatsuki urtò una scogliera mal segnalata a sud-est di Bougainville: fece perciò tappa all'isola di Buka, dove accolse a bordo altre truppe e dalla quale partì il 31 con il Minazuki, per ritentare la missione. Stavolta giunse a destinazione e tra gli altri fece approdare su Kolombangara con il suo stato maggiore il maggior generale Minoru Sasaki, comandante in capo del "Distaccamento sud-orientale" investito della difesa del settore Nuova Georgia-Kolombangara-Vella Lavella. Tornato a Buka a sera, passò al comando del capitano di corvetta Tameo Furukawa.

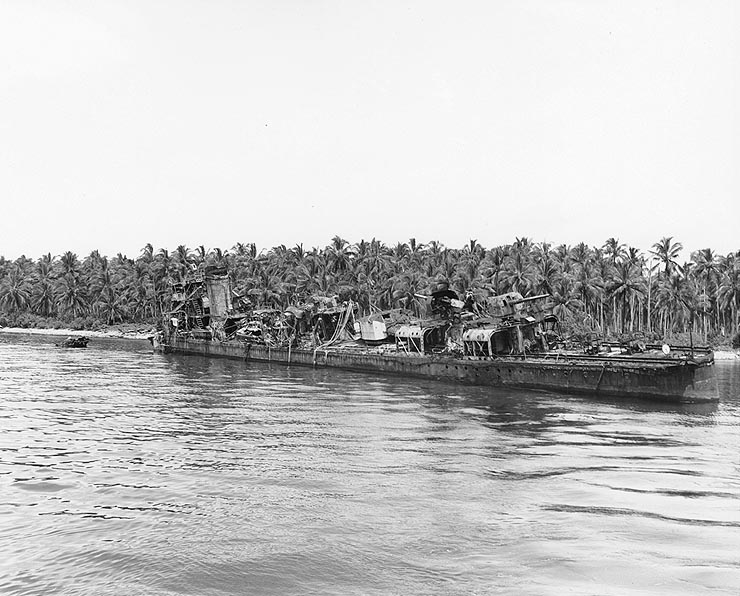
Il relitto del Nagatsuki nel 1944, circa un anno dopo il suo abbandono: sono bene evidenti i pezzi di poppa da 120 mm scudati

Il 2 giugno il Nagatsuki trasferì un reparto di fanteria a Kolombangara assieme al Minazuki e il 6 sbarcò altre truppe a Capo Gloucester con il Mochizuki; due giorni dopo vi tornò, accompagnato dal Satsuki. Il 28 giugno partì da Rabaul con il Minazuki e Mikazuki allo scopo di portare altri uomini alla guarnigione di Kolombangara, ma la forte attività aerea statunitense nel settore consigliò all'8ª Flotta di annullare la missione. Il 30, perciò, i tre cacciatorpediniere partirono dalle Shortland e con l'Amagiri e l'Hatsuyuki fecero rotta per l'Isola di Rendova, caduta qualche giorno prima in mano a truppe statunitensi, con l'intenzione di bombardarla: il pessimo tempo atmosferico, però, costrinse a rinviare l'azione alla notte del 2-3 luglio, cui si unì però anche lo Yubari e tre ulteriori cacciatorpediniere. Il Nagatsuki tentò poi, nella notte tra il 4 e il 5 luglio, di far approdare truppe a Kolombangara assieme ai cacciatorpediniere Niizuki, Satsuki e Yunagi: l'incontro con alcune unità leggere nemiche costrinse a una rapida ritirata coperta dal lancio di decine di siluri, un paio dei quali distrussero il cacciatorpediniere USS Strong. La notte seguente, assieme ad altre navi sopraggiunte dalle Shortland, il Nagatsuki penetrò nuovamente nel Golfo di Kula, finendo coinvolto in un duro combattimento contro tre incrociatori leggeri e quattro cacciatorpediniere americani; una granata da 152 mm esplose a bordo, ma non arrecò danni gravi. Al mattino, tuttavia, nel corso delle frenetiche manovre per sbarcare il prima possibile uomini e rifornimenti, il Nagatsuki si incagliò dinanzi all'ancoraggio di Bambari sulla costa orientale di Kolombangara (8°02′S 157°12′E). Il Satsuki si avvicinò subito e prese a bordo il comandante della divisione, capitano di vascello Kunizo Kanaoka, ma non fu capace di liberare il gemello e si allontanò. Poco dopo apparecchi statunitensi scovarono il Nagatsuki e lo bombardarono sia la mattina, sia il pomeriggio del 6, provocando lo scoppio del deposito di munizioni poppiero.
L'equipaggio, che stava già lasciando la nave e che contò otto morti e tredici feriti, e il distaccamento di fanteria furono guidati dal capitano di corvetta Furukawa alla non lontana base giapponese di Vila. Il 1º ottobre 1943 il Nagatsuki fu depennato dalla lista del naviglio in servizio attivo.